# Parazyxomma flavicans
Parazyxomma flavicans é uma espécie de libelinha da família Libellulidae.
Pode ser encontrada nos seguintes países: Benin, Botswana, Camarões, República Democrática do Congo, Costa do Marfim, Gabão, Gâmbia, Gana, Guiné, Guiné-Bissau, Libéria, Malawi, Namíbia, Nigéria, Senegal, África do Sul, Uganda, Zâmbia e Zimbabwe.
Os seus habitats naturais são: pântanos, lagos de água doce, lagos intermitentes de água doce, marismas de água doce e marismas intermitentes de água doce.